# Raševo (gmina Milići)
Raševo (cyr. Рашево) – wieś w Bośni i Hercegowinie, w Republice Serbskiej, w gminie Milići. W 2013 roku liczyła 248 mieszkańców.